# Hans Landa
Hans Landa è un personaggio immaginario ed il principale antagonista del film Bastardi senza gloria di Quentin Tarantino.
È interpretato dall'attore austriaco Christoph Waltz che, per questa interpretazione ha ricevuto ampi consensi e vinto diversi riconoscimenti.

## Storia del personaggio
Hans Landa è uno Standartenführer delle SS assegnato al Sicherheitsdienst, soprannominato "il cacciatore di ebrei" per la sua straordinaria capacità di individuare gli ebrei nascosti nella Francia occupata. Egocentrico e ambizioso, Landa è orgoglioso della sua reputazione e, proprio grazie alla sua "innata" capacità, scopre che Shosanna Dreyfus vive una vita sotto copertura come proprietaria di un cinema, ma le risparmia di nuovo la vita.
Landa è intelligente, opportunista, arrogante, spietato e implacabile, ma al contempo riesce ad essere anche circospetto, educato ed affascinante. Oltre al tedesco, parla correntemente anche francese, inglese e italiano.
Nonostante il suo orientamento, quando le sorti della guerra si volgono contro i nazisti, Landa cambia schieramento e aiuta i Bastardi ad assassinare Hitler e un certo numero di esponenti dell'élite del partito nazista. In cambio del suo ruolo, Landa richiede la piena immunità per i suoi crimini di guerra e varie altre ricompense. I Bastardi sopravvissuti lo lasciano vivere ma, per assicurarsi che tutti sappiano del suo passato come nazista, gli incidono una svastica sulla fronte.

## Concezione e creazione
Il personaggio di Landa è basato su Alois Brunner e, secondo il suo creatore, Quentin Tarantino, potrebbe essere il miglior personaggio che abbia mai scritto.
Inizialmente Tarantino voleva affidare il ruolo a Leonardo DiCaprio ma alla fine è andato Christopher Waltz che, secondo Tarantino, gli avrebbe "restituito il film" perché, se non fosse arrivato l'attore austriaco, il colonnello Landa non sarebbe mai esistito e senza Landa il film non poteva essere realizzato.
Waltz ha dichiarato di essere rimasto molto colpito dal dialogo e dalla profondità del personaggio e ha descritto il personaggio di Landa come qualcuno che ha una comprensione di come funziona il mondo, affermando che la svastica in realtà non significa nulla per lui. Secondo Waltz, infatti, Landa non è guidato da nessuna ideologia e che, se qualcuno dovesse definirlo nazista, chiarirebbe che non lo è perché indossare l'uniforme nazista non significa credere nell'ideologia. 
Nel 2019, Quentin Tarantino è apparso nel podcast Happy Sad Confused, dove ha discusso del destino di Landa dopo gli eventi del film. Tarantino ha dichiarato che nel suo universo narrativo Landa sarebbe stato riconosciuto come eroe negli Stati Uniti e per il suo coinvolgimento nella fine della Seconda Guerra Mondiale e per aver contribuito ad uccidere Adolf Hitler. Dopo la fine della guerra, Landa si sarebbe stabilito sull’isola di Nantucket, dove si sarebbe ritrovato coinvolto nella soluzione di una serie di omicidi, in qualità di detective dilettante.

## Apprezzamenti
Il famoso critico Roger Ebert ha definito Hans Landa "un personaggio diverso da qualsiasi nazista - anzi, da chiunque - che abbia mai visto in un film: malvagio, sardonico, ironico, educato, assurdo."
Waltz ha ricevuto ampi consensi dalla critica per il ruolo di Landa e ha vinto il premio come miglior attore al Festival di Cannes del 2009, il Golden Globe come miglior attore non protagonista e lo Screen Actors Guild Award nella stessa categoria nel 2010. Ha vinto anche il BAFTA e l'Oscar al miglior attore non protagonista alla cerimonia del 2010, diventando il primo attore a vincere un Oscar per un'interpretazione in un film di Quentin Tarantino.
Il personaggio di Hans Landa è considerato in diverse classifiche come uno dei villain più riusciti della storia del cinema.

## Analisi
Hunter Stephenson ha paragonato Landa al cattivo di Trappola di cristallo Hans Gruber, interpretato da Alan Rickman, a causa del suo disprezzo per l'intelletto inferiore di coloro che lo circondano. Waltz, in un'intervista, ha sottolineato che la pipa Calabash era un'allusione di Tarantino a Sherlock Holmes, che fumava una pipa simile.

## Decorazioni
Landa sembra aver ricevuto svariati alti premi e onorificenze della Germania nazista. Indossa la medaglia dell'Ordine del Sangue, l'Insegna d'oro del Partito Nazionalsocialista Tedesco dei Lavoratori e i Galloni d'Onore, indicando una lunga appartenenza al partito nazista e svariati servizi resi. Nell'uniforme da sera indossata nel Capitolo 3, indossa anche la Croce al merito di guerra, il più alto grado possibile di questo ordine. Di seguito una lista delle onorificenze di Hans Landa:
- Ordine del Sangue
- Croce di Cavaliere della Croce al merito di guerra con spade
- Croce al merito di guerra I e II classe
- Distintivo d'oro del Partito Nazionalsocialista Tedesco dei Lavoratori
- Medaglia di lungo servizio nelle SS
- Medaglia della Sudetenland
- Croce di Ferro I e II classe
- Distintivo per la repressione della guerriglia partigiana
- Germanische Leistungsrune
- Gallone d'onore della vecchia guardia
- Diamante da manica dello Sicherheitsdienst
- Titolo da polsino del Reichssicherheitshauptamt